# Martin Wiberg
Martin Wiberg (Viby, 4 de septiembre de 1826-Estocolmo, 29 de diciembre de 1905) fue un inventor sueco, inventor de la primera máquina compacta (del tamaño de una máquina de coser) capaz de imprimir tablas logarítmicas. Se le considera uno de los pioneros de la informática por esta invención.[cita requerida]

## Biografía
Wiberg se matriculó en la Universidad de Lund (Escania) en 1845 y se doctoró en Filosofía en 1850. En 1876, las primeras tablas impresas con su máquina fueron publicadas en inglés, francés y alemán, y fueron investigadas en la Academia de Ciencias de Francia, que también publicó un extenso informe sobre él en 1863. El dispositivo se inspiró en un trabajo similar realizado por Per Georg Scheutz, ya que tenía la misma capacidad, a saber, cálculos basados en números de 15 dígitos y diferencias de 4.º orden, aunque mecánicamente tenía similitudes con el motor de la máquina diferencial de Charles Babbage.
Actualmente, el dispositivo se conserva en el Museo de Ciencia y Tecnología de Suecia, en Estocolmo. Wiberg no logró vender su máquina y tampoco vendió las mesas de salida debido a su mal aspecto. Además de este invento, también inventó muchos otros dispositivos, como una desnatadora y un modelo primito de pulsorreactor, pero ninguno de estos obtuvo éxito comercial.

## Galería
- Martin Wiberg y su dispositivo diferencial

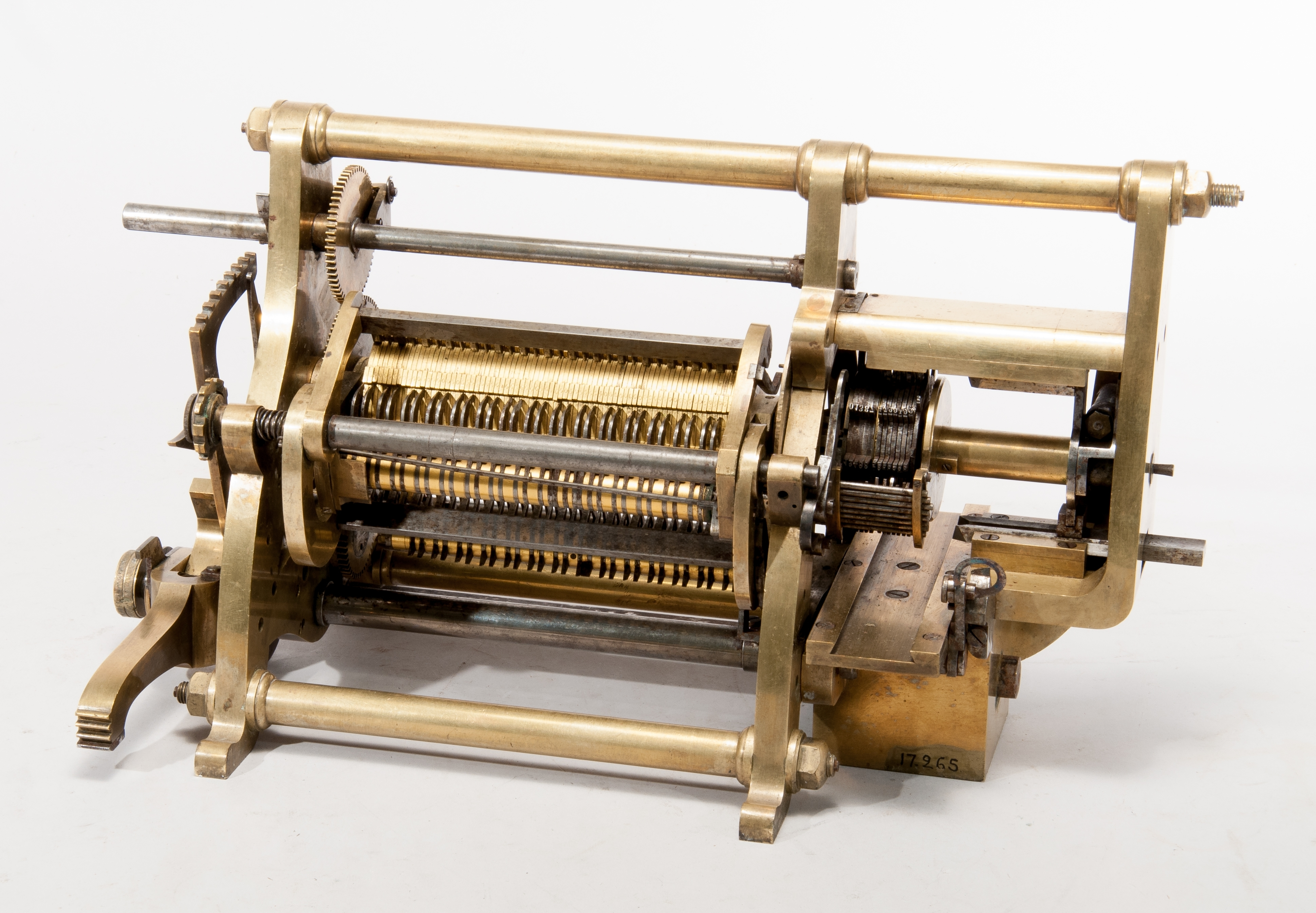
El prototipo conservado en el Museo de Ciencia y Tecnología de Suecia